# Lumor Agbenyenu
Lumen Agbenyenu, meglio noto come Lumor (Accra, 15 agosto 1996), è un calciatore ghanese, difensore svincolato.

## Statistiche

### Presenze e reti nei club
Statistiche aggiornate al 12 marzo 2018.
| Stagione            | Club                | Campionato          | Campionato | Campionato | Coppe nazionali | Coppe nazionali | Coppe nazionali | Coppe continentali | Coppe continentali | Coppe continentali | Supercoppe | Supercoppe | Supercoppe | Totale | Totale |
| Stagione            | Club                | Comp                | Pres       | Reti       | Comp            | Pres            | Reti            | Comp               | Pres               | Reti               | Comp       | Pres       | Reti       | Pres   | Reti   |
| ------------------- | ------------------- | ------------------- | ---------- | ---------- | --------------- | --------------- | --------------- | ------------------ | ------------------ | ------------------ | ---------- | ---------- | ---------- | ------ | ------ |
| 2015-2016           | Portimonense        | SL                  | 32         | 0          | TdP+TdL         | 3+4             | 0               | -                  | -                  | -                  | -          | -          | -          | 39     | 0      |
| 2016-gen. 2017      | Portimonense        | SL                  | 21         | 1          | TdP+TdL         | 0+0             | 0               | -                  | -                  | -                  | -          | -          | -          | 21     | 1      |
| gen.-giu. 2017      | Monaco 1860         | ZL                  | 16+2       | 2          | CG              | 1               | 0               | -                  | -                  | -                  | -          | -          | -          | 19     | 2      |
| 2017-gen. 2018      | Portimonense        | PL                  | 17         | 0          | TdP+TdL         | 1+3             | 0               | -                  | -                  | -                  | -          | -          | -          | 21     | 0      |
| Totale Portimonense | Totale Portimonense | Totale Portimonense | 70         | 1          |                 | 11              | 0               |                    | -                  | -                  |            | -          | -          | 81     | 1      |
| gen.-giu. 2018      | Sporting Lisbona    | PL                  | 2          | 0          | TdP+TdL         | 0+0             | 0               | UEL                | 0                  | 0                  | -          | -          | -          | 2      | 0      |
| Totale carriera     | Totale carriera     | Totale carriera     | 88+2       | 3          |                 | 12              | 0               |                    | -                  | -                  |            | -          | -          | 102    | 3      |

### Cronologia presenze e reti in nazionale
| Cronologia completa delle presenze e delle reti in nazionale ― Ghana | Cronologia completa delle presenze e delle reti in nazionale ― Ghana | Cronologia completa delle presenze e delle reti in nazionale ― Ghana | Cronologia completa delle presenze e delle reti in nazionale ― Ghana | Cronologia completa delle presenze e delle reti in nazionale ― Ghana | Cronologia completa delle presenze e delle reti in nazionale ― Ghana | Cronologia completa delle presenze e delle reti in nazionale ― Ghana | Cronologia completa delle presenze e delle reti in nazionale ― Ghana |
| Data                                                                 | Città                                                                | In casa                                                              | Risultato                                                            | Ospiti                                                               | Competizione                                                         | Reti                                                                 | Note                                                                 |
| -------------------------------------------------------------------- | -------------------------------------------------------------------- | -------------------------------------------------------------------- | -------------------------------------------------------------------- | -------------------------------------------------------------------- | -------------------------------------------------------------------- | -------------------------------------------------------------------- | -------------------------------------------------------------------- |
| 11-6-2017                                                            | Kumasi                                                               | Ghana                                                                | 5 – 0                                                                | Etiopia                                                              | Qual. Coppa d'Africa 2019                                            | -                                                                    |                                                                      |
| 28-6-2017                                                            | Houston                                                              | Messico                                                              | 1 – 0                                                                | Ghana                                                                | Amichevole                                                           | -                                                                    |                                                                      |
| 1-7-2017                                                             | East Rutherford                                                      | Stati Uniti                                                          | 2 – 1                                                                | Ghana                                                                | Amichevole                                                           | -                                                                    |                                                                      |
| 5-9-2017                                                             | Brazzaville                                                          | Rep. del Congo                                                       | 1 – 5                                                                | Ghana                                                                | Qual. Mondiali 2018                                                  | -                                                                    | 63’ 68’                                                              |
| 7-10-2017                                                            | Kampala                                                              | Uganda                                                               | 0 – 0                                                                | Ghana                                                                | Qual. Mondiali 2018                                                  | -                                                                    |                                                                      |
| 10-10-2017                                                           | Jeddah                                                               | Arabia Saudita                                                       | 0 – 3                                                                | Ghana                                                                | Amichevole                                                           | -                                                                    |                                                                      |
| 12-11-2017                                                           | Kumasi                                                               | Ghana                                                                | 1 – 1                                                                | Egitto                                                               | Qual. Mondiali 2018                                                  | -                                                                    |                                                                      |
| 30-5-2018                                                            | Yokohama                                                             | Giappone                                                             | 0 – 2                                                                | Ghana                                                                | Amichevole                                                           | -                                                                    |                                                                      |
| 7-6-2018                                                             | Reykjavík                                                            | Islanda                                                              | 2 – 2                                                                | Ghana                                                                | Amichevole                                                           | -                                                                    |                                                                      |
| 18-11-2018                                                           | Addis Abeba                                                          | Etiopia                                                              | 0 – 2                                                                | Ghana                                                                | Qual. Coppa d'Africa 2019                                            | -                                                                    | 85’                                                                  |
| 23-3-2019                                                            | Accra                                                                | Ghana                                                                | 1 – 0                                                                | Kenya                                                                | Qual. Coppa d'Africa 2019                                            | -                                                                    |                                                                      |
| 26-3-2019                                                            | Accra                                                                | Ghana                                                                | 3 – 1                                                                | Mauritania                                                           | Qual. Coppa d'Africa 2019                                            | -                                                                    |                                                                      |
| 9-6-2019                                                             | Accra                                                                | Ghana                                                                | 0 – 1                                                                | Namibia                                                              | Amichevole                                                           | -                                                                    | 46’                                                                  |
| 15-6-2019                                                            | Dubai                                                                | Ghana                                                                | 0 – 0                                                                | Sudafrica                                                            | Amichevole                                                           | -                                                                    | 73’                                                                  |
| 25-6-2019                                                            | Ismailia                                                             | Ghana                                                                | 2 – 2                                                                | Benin                                                                | Coppa d'Africa 2019 - 1º turno                                       | -                                                                    |                                                                      |
| 8-7-2019                                                             | Ismailia                                                             | Ghana                                                                | 1 – 1 dts (4 – 5 dtr)                                                | Tunisia                                                              | Coppa d'Africa 2019 - Ottavi di finale                               | -                                                                    | 116’                                                                 |
| Totale                                                               |                                                                      | Presenze                                                             | 16                                                                   |                                                                      | Reti                                                                 | 0                                                                    |                                                                      |

## Palmarès

### Club

#### Competizioni nazionali
- Segunda Liga: 1

Portimonense: 2016-2017
- Coppa di Lega portoghese: 1

Sporting Lisbona: 2020-2021
- Campionato portoghese: 1

Sporting Lisbona: 2020-2021
- 2. Liga: 1

Ried: 2024-2025